# Pseudomyrmecinae
Pseudomyrmecinae este o mică subfamilie de furnici care conține doar trei genuri de furnici arboricole subțiri, cu ochi mari, distribuție predominant tropicală sau subtropicală. În cursul adaptării la condițiile arboricole (spre deosebire de myrmeciinele adaptate predominant la viața pe sol), pseudomyrcecinele s-au diversificat și au ajuns să ocupe și să păstreze o gamă geografică mult mai largă.
Pseudomyrmecinae constă din 230 de specii descrise în trei genuri. Dintre acestea, 32 de specii trăiesc la adăpostul plantelor, făcându-le cel mai divers grup de furnici care ocupă plantele la nivel mondial. 
- Pseudomyrmecinae Smith, 1952
  - Pseudomyrmecini Smith, 1952
    - Myrcidris Ward, 1990
    - Pseudomyrmex Lund, 1831
    - Tetraponera Smith, 1852